# Saint-Donat-sur-l'Herbasse
Saint-Donat-sur-l'Herbasse è un comune francese di 3 898 abitanti situato nel dipartimento della Drôme della regione dell'Alvernia-Rodano-Alpi.

## Società

### Evoluzione demografica
Abitanti censiti